# Pugwash
Pugwash är en ort i Kanada.   Den ligger i provinsen Nova Scotia, i den östra delen av landet, 900 km öster om huvudstaden Ottawa. Pugwash ligger 10 meter över havet och antalet invånare är 784.
Terrängen runt Pugwash är platt. Havet är nära Pugwash norrut. Runt Pugwash är det mycket glesbefolkat, med 4 invånare per kvadratkilometer.. Det finns inga andra samhällen i närheten. 